# آلام متزايدة
الآلام المتزايدة هي أعراض ألم متكررة شائعة نسبيًا في الأطفال الذين تتراوح أعمارهم بين 3 و 12 عاما. تظهر الآلام عادة في الليل وتؤثر على عضلات الساق أو الفخذ في كلا الساقين. توقف الألم من تلقاء نفسه قبل الصباح.
الآلام المتزايدة هي واحدة من أكثر الأسباب شيوعا لتكرار الألم عند الأطفال. على الرغم من أن هذه الآلام تتوقف بشكل موثوق عندما ينتهي الطفل من النمو بشكل كامل ، فإنه على الأرجح لا علاقة له بالنمو.

## الأعراض
عادة ما تصيب آلام النمو كلا الساقين ، وخاصة عضلات الساق في أسفل الساق أو العضلات الموجودة في الجزء الأمامي من الفخذين. أقل شيوعا ، تتأثر الأسلحة. انهم يشعرون عادة على كلا الجانبين. عادة ما تشعر العضلات بالألم وليس في المفاصل. كمية الألم تختلف من معتدلة إلى شديدة جدا.
قد تبدأ الآلام في المساء أو في الليل. نظرًا لأن الآلام تظهر عادة أثناء نوم الطفل ، فإنها غالباً ما تنبه الطفل ليلاً. تستمر الآلام غالبًا لمدة تتراوح بين 30 دقيقة وساعتين، وغالبًا ما تكون قد اختفت في الصباح.
```
عادةً ما تظهر الآلام مرة أو مرتين كل أسبوع، ولكن يمكن أن تكون أكثر تكراراً أو أقل تكرارًا.
```

الآلام ليست في نفس المكان كإصابة، بما في ذلك الإصابات الإفراط في الاستخدام مثل شظايا شين، والطفل لا يعرج أثناء المشي.

## التشخيص
عادة ما يتم هذا التشخيص من خلال النظر في المعلومات المقدمة من قبل الطفل وأفراد الأسرة، وإجراء الفحص البدني للتأكد من أن الطفل يبدو بصحة جيدة. . عندما يكون الطفل يعاني من الأعراض النمطية ويبدو أنه سليم ، فإن فحوصات المختبر لاستبعاد التشخيصات الأخرى ليست مبررة.
عندما يعاني الطفل من آلام في النمو ، لا توجد علامات سريرية موضوعية للالتهاب ، مثل تورم المفاصل . لا يعاني الأطفال الذين يعانون من آلام في النمو من أي علامات لأمراض جهازية (مثل الحمى أو الطفح الجلدي) ، أو أي أحاسيس غير طبيعية للألم ، أو بقع طرية ، أو اضطرابات في المفاصل . لا يعاني الأطفال من آلام في النمو إذا ازداد الألم سوءًا مع مرور الوقت ، واستمروا خلال النهار ، ولم يكن هناك سوى طرف واحد ، أو يقع في المفصل. يجب استبعاده إذا كان الطفل يعرج ، أو يفقد القدرة على المشي ، أو لديه علامات جسدية تشير إلى حالات طبية أخرى.
أحيانًا تشخص صعوبة تشخيص متلازمة تململ الساقين في مرحلة الطفولة على أنها آلام في النمو.

وتشمل الأسباب المحتملة الأخرى للألم في الأطراف الإصابات والالتهابات والأورام الحميدة مثل ورم العظم العظمي والأورام الخبيثة مثل الساركوما العظمية والمشاكل التي تؤثر على شكل ووظيفة الساقين ، مثل المفصل الجيني (طرق -knees). [2]

## السبب
أسباب آلام النمو غير معروفة. لا ترتبط مع طفرات النمو ، وبعض المؤلفين يقترحون مصطلحات بديلة مثل تقديم وصف أكثر دقة ، مثل ألم الأطراف المتكرر في مرحلة الطفولة ، آلام ليلية مخيفة ، أو آلام طفيفة ليلية مجهدة السبب للطفولة في مرحلة الطفولة .
تشمل نظريات السببية ما يلي:
الموقف السيئ أو العيوب الميكانيكية أو التشريحية الأخرى ، مثل فرط الحركة المشتركة ؛
اضطراب نضح الأوعية الدموية ،
انخفاض عتبة الألم أو متلازمة الألم التضخيم ،
التعب ، ربما خاصة بين الأطفال ذوي العظام الضعيفة أكثر من المتوسط الذين عانقوا أنفسهم ؛ و
العوامل النفسية ، مثل التوتر داخل الأسرة.
بعض الآباء قادرون على ربط نوبات الألم بممارسة الرياضة البدنية أو تغيرات المزاج لدى الطفل.

## العلاج
يمكن للوالدين والأطفال أن يطمئنوا إلى حد كبير من خلال شرح طبيعة الآلام الحميدة وذاتية التحديد.
```
 .
[
1
]
[
4
]
   وغالبا ما يستخدم التدليك المحلي ، وحمامات ساخنة ، وزجاجات الماء الساخن أو منصات التدفئة ، وعقاقير مسكنة  مثل 
الباراسيتامول
 (اسيتامينوفين) أثناء نوبات الألم. تمتد مرتين يوميا ل عضلات الفخذ ، 
أوتار الركبة
، و gastrosoleus العضلات يمكن أن تجعل من آلام في الساق حل بسرعة أكبر عند ظهوره.
```

## التكهن
الآلام المتزايدة لا ترتبط بمرض خطير آخر وعادة ما يتم حلها في مرحلة الطفولة المتأخرة. عادة ، تصبح نوبات الآلام المتزايدة أقل حدة وأقل تواترا مع مرور الوقت ، وكثير من الأطفال يتخلصون منها بعد عام أو عامين.
الحلقات المتكررة قادرة على أن يكون لها تأثير كبير على حياة الطفل.

## علم الأوبئة
من المحتمل أن تؤثر الآلام المتزايدة على حوالي 10 إلى 20٪ من الأطفال ، وقد يصل المعدل إلى حوالي 40٪ بين الأطفال الذين تتراوح أعمارهم بين أربعة وستة أعوام. يمكن للأفراد أن يتغيروا بشكل ملحوظ عندما يعانون من آلام النمو.

## التاريخ
تم وصف الآلام المتزايدة لأول مرة على هذا النحو في عام 1823 من قبل طبيب فرنسي ، مارسيل دوشامب ، وكان السبب يرجع إلى عملية النمو. وبعد مرور قرن من الزمان ، اعتقد الطب السائد أن الألم سببته حالة خفيفة من الحمى الروماتيزمية .